# Helga Witjes
H.W.M. (Helga) Witjes (1972) is een Nederlandse politica namens de VVD. Sinds 2 februari 2022 is zij lid van de Gedeputeerde Staten van Gelderland.

## Biografie
Witjes was jarenlang werkzaam als organisatieadviseur en trainer bij de Bestuursacademie Nederland. Zij is de grondlegger van het Overheidsontwikkelmodel en heeft organisaties begeleid bij de toepassing van dit model. Tot 1 januari 2012 was zij ook lid van de rekenkamercommissie van de gemeenten Voorst en Brummen. Verder was zij eigenaar van Witjes Onderzoek en Advies. Van 2010 tot 2014 was zij namens de VVD lid van de gemeenteraad van Lingewaard en van 2014 tot 2022 was zij er wethouder en vanaf 2018 eerste locoburgemeester. Daarnaast was zij bestuurslid van de VVD Regio Oost (Gelderland/Overijssel).
Witjes is sinds 2 februari 2022 namens de VVD lid van de Gedeputeerde Staten van Gelderland en heeft zij economie en innovatie, mobiliteit exclusief openbaar vervoer, luchtvaart, gebiedsagenda Gelderse Corridor en Fruitdelta, project Railterminal Gelderland en project Beter Bereikbaar Wageningen in haar portefeuille. Daarnaast is zij voorzitter van de Stichting Netwerk Overheidsontwikkelmodel (STOOM) en trainer bij de Haya van Somerenstichting.
Witjes werd in juni 2022 verkozen tot lijsttrekker van de VVD voor de Provinciale Statenverkiezingen 2023 in Gelderland. Na deze verkiezingen was ze in de demissionaire periode fractievoorzitter van de VVD in de Provinciale Staten.